# Shimon bar Yochai
Simeão filho de Yohai em Aramaico: שמעון בר יוחאי - o Rashbi, suposto autor do livro do Zohar e que segundo a tradição, nascido na Galiléia e morto em Meron, no dia 18 de Iyyar (Lag BaÔmer). No Baraita, Midrash e Guemará, seu nome aparece como Simeão ou como Simeão filho de Yoḥai, na Mishná, seu nome aparece como rabbi Simeão.
Foi um, senão o principal aluno do rabino Aquiba, um tanaíta do século II, com quem estudou por 13 anos em Bene Beraq. Ao que parece, Simeão havia estudado anteriormente em Yavné, sob a tutela de Gamaliel II, e de Josué filho de Ananias, e que teria sido o motivo da discussão que irrompeu entre esses dois chefes.
Considerando que 42 anos, depois, Aquiba foi jogado em uma prisão, que o pai de Simeão ainda vivia, Simeão insistiu que fosse ensinado mesmo Aquiba estando na prisão, Frankel pensa (Ber. 28a) ser espúrio.
A intensidade de Simeão foi testada e reconhecida por Aquiba quando o mesmo foi até ele pela primeira vez antes de todos os seus alunos, Aquiba ordenou apenas Meir e Simeão. Simeão consciente de seu mérito, sentiu-se magoado por receber a ordenação depois de Meir e Aquiba teve de acalmá-lo. Durante a sua vida encontrou ocasionalmente em Sidom, Aquiba.
O seguinte incidente da estada de Simeão em Sidom, ilustrando tanto sua sagacidade quanto sua piedade, pode ser mencionado: Um homem e sua esposa, que, embora estivessem casados há dez anos, não tiveram filhos, apareceram diante de Simeão em Sidom para obter o divórcio. Observando que eles se amavam, e não podendo recusar um pedido que estivesse de acordo com a lei rabínica, Simeão disse a eles que, como o casamento deles era marcado por uma festa, eles deveriam marcar sua separação da mesma maneira. O resultado foi que ambos mudaram de ideia, graças à oração de Simeão, Deus lhes concedeu um filho. Simeão frequentemente retornava a Aquiba, e uma vez ele transmitia uma mensagem para ele de seu colega pupilo Ḥanina ben Ḥakinai.
O amor de Simeão por seu grande professor foi profundo. Quando Aquiba foi jogado na prisão por Adriano, Simeão, provavelmente por influência de seu pai, que estava a favor da corte de Roma, encontrou um meio de entrar na prisão. Ele ainda insistia para Aquiba ensiná-lo, e quando este recusou-se, Simeão ameaçou dizer para seu pai, Yoḥai, que faria Aquiba ser punido mais severamente. Após a morte de Aquiba, Simeão foi novamente ordenado, com quatro outros alunos de Aquiba, por Judá b. Bava.

## Aversão à Roma
A perseguição dos judeus sob o comando de Adriano, inspirou Simeão com uma opinião diferente sobre os romanos do que a de seu pai. Em mais de uma ocasião, Simeão manifestou seu sentimento anti-romano. Quando, em uma reunião entre Simeão e seus ex-alunos em Usha, provavelmente cerca de um ano e meio após a morte de Aquiba (ano 126), Judá ben Ila'i falou em louvor ao governo romano, Simeão respondeu que as instituições que pareciam tão louváveis a Judá eram apenas para o benefício dos romanos, para facilitar a realização de seus desígnios perversos.
As palavras de Simeão foram carregadas por Judá b. Gerim, um de seus próprios alunos, ao governador romano, que condenou Simeão à morte. Simeão foi obrigado a procurar refúgio em uma caverna, onde permaneceu treze anos, até o imperador, possivelmente Adriano, morrer. Dois relatos diferentes da permanência de Simeão na caverna e de seus movimentos depois de deixá-lo são dados no Shabat (l.c.) e nas outras cinco fontes mencionadas, relacionadas, com algumas variações, de que Simeão, acompanhado por seu filho Eleazar (em Yer. Sheb. Simeão estava sozinho), escondeu-se em uma caverna perto de Gadará, onde ficaram treze anos, vivendo de tâmaras e o fruto da alfarrobeira, seus corpos inteiros ficando cobertos de erupções. Um dia, vendo que um pássaro havia repetidamente escapado da rede de um caçador, Simeão e seu filho foram encorajados a deixar a caverna, tomando a fuga da ave como um presságio de que Deus não os abandonaria. Quando fora da caverna, eles ouviram um "varão" dizer: "Vocês são [singular em Yer. Sheb.] Livres"; eles seguiram o seu caminho. Simeão então se banhou nas águas mornas de Tiberíades, que os livrou da doença contraída na caverna, e eles mostraram sua gratidão à cidade da seguinte maneira:

### Seus milagres
Tiberíades tinha sido construída por Herodes Antipas em um local onde havia muitos túmulos, cujos locais exatos foram perdidos. A cidade, portanto, havia sido considerada impura. Resolvendo remover a causa da impureza, Simeão plantou tremoços em todos os lugares suspeitos; onde quer que não criasse raízes, sabia que havia um túmulo por baixo. Os corpos foram então exumados e removidos, e a cidade foi declarada limpa.
Para aborrecer e desacreditar Simeão, um certo samaritano secretamente substituiu um dos corpos. Mas Simeão aprendeu através do poder do Ruah HaQodesh o que o samaritano havia feito e disse: "Deixe o que está em cima descer, e o que está embaixo venha à tona." O samaritano foi sepultado; e um professor de Magdala, que zombou de Simeão por sua declaração, foi transformada em um monte de ossos.
Segundo a versão, em Shab. l.c., Simeão e Eleazar se esconderam em uma caverna, onde uma alfarrobeira e uma fonte milagrosamente apareceram ali. A fim de poupar suas vestes, sentaram-se nus na areia, em conseqüência do que sua pele ficou coberta de crostas. No final de doze anos, o profeta Elias anunciou-lhes a morte do imperador e a consequente anulação da sentença de morte contra eles. Quando saíram, Simeão observou as pessoas ocupadas com atividades agrícolas, negligenciando a Torá, irritados com isso, as atingiram com seus olhares. Um vaarão ordenou-lhe então que voltasse para a caverna, onde ele e Eleazar permaneceram mais um ano, no final do qual foram ordenados por um morcego a sair. Quando o fizeram, Simeão foi recebido por seu genro, Finehas b. Jair, que chorou ao vê-lo em um estado tão miserável. Mas Simeão disse-lhe que deveria se alegrar, pois durante os treze anos de permanência na caverna seu conhecimento da Torá havia sido muito aumentado. Simeão então, em gratidão pelo milagre que havia sido feito para ele, empreendeu a purificação de Tiberíades. Ele jogou alguns tremoços no chão, e então os corpos vieram à superfície em vários lugares, que foram marcados como túmulos. Não só o homem que zombou do anúncio de Simeão da purificação de Tiberíades se transformou em uma pilha de ossos, mas também o aluno e o delator de Simeão, Judá b. Gerim.

## Bibliográfica
- Bacher, Ag. Tan. ii. 70 et seq.;
- Brüll, Mebo ha-Mishnah, pp. 185 et seq.;
- Frankel, Darke ha-Mishnah, pp. 168 et seq.;
- Grätz, Gesch. 3d ed., iv. 180 et seq., note 20;
- Grünhut, in Magyar Zsidó Szemle, xvii. 63;
- Heilprin, Sederha-Dorot, ii.;
- Joël, in Monatsschrift, v. 365 et seq., 401 et seq.;
- Kaminka, in Ha-Meliẓ, xxix., Nos. 75, 77;
- Paucher, in Ha-Asif, iv. 120;
- Weiss, Dor, ii. 157 et seq.;
- Moses Konitz, Ben Joḥai, Budapest, 1815;
- Louis Lewin, Rabbi Simon ben Jochai, Frankfort-on-the-Main, 1893.